# 凯琳·奥斯蒙德
凱琳·奧斯蒙德（Kaetlyn Osmond，1995年12月5日—）是一位加拿大女子花樣滑冰選手。她在2014年冬季奧林匹克運動會花式滑冰比賽－團體獲得了銀牌，2018年冬季奧林匹克運動會花式滑冰團體賽獲得了金牌、女子單人滑項目獲得銅牌，同時她也是2018年世界錦標賽冠軍、2017年世錦賽亞軍。

## 外部連結
- 维基共享资源上的相關多媒體資源：凯琳·奥斯蒙德
- 凯琳·奥斯蒙德在国际滑冰联盟的页面